# Centroclisis alluaudi
Centroclisis alluaudi är en insektsart som först beskrevs av Herman Willem van der Weele 1909.  
Centroclisis alluaudi ingår i släktet Centroclisis och familjen myrlejonsländor. Inga underarter finns listade i Catalogue of Life.